# كورت ريختر
كورت ريختر (بالإنجليزية: Curt Richter)‏ هو عالم وراثة وعالم نفس وأحيائي أمريكي، ولد في 20 فبراير 1894 في دنفر في الولايات المتحدة، وتوفي في 21 ديسمبر 1988.

## وصلات خارجية
- كورت ريختر على موقع الموسوعة البريطانية (الإنجليزية)